# 歐文蜥屬
歐文蜥屬（學名：Owenetta）是已滅絕副爬行動物的一屬，屬於前稜蜥形目的歐文蜥科，化石發現於南非卡魯盆地的波弗特群（Beaufort Group）地層。大部分前稜蜥形目生存於三疊紀晚期，但歐文蜥的生存年代橫跨二疊紀晚期的吳家坪階、長興階，以及三疊紀最早期的印度階。但是，三疊紀早期的歐文蜥，可能屬於另一個新屬。歐文蜥是歐文蜥科的模式屬，與其他近親的差異在於：上顳骨的後段有側向凹處、頂骨的環繞松果孔部分凹陷。

## 發現與種
在1939年，羅伯特·布魯姆（Robert Broom）命名歐文蜥，同時建立歐文蜥科。模式種是O. rubidgei，屬名是以英國古生物學家理查·歐文為名。當時僅發現一個部分頭顱骨，發現於波弗特群的小頭獸組合帶（Cistecephalus Assemblage Zone），地質年代為二疊紀晚期。目前已經發現更多頭顱骨化石，來自於小頭獸組合帶、與其上方的二齒獸組合帶（Dicynodon Assemblage Zone），但還沒有發現骨骼化石。   
在2002年，命名了歐文蜥的第二個種（O. kitchingorum），生存於三疊紀早期，使歐文蜥的生存年代擴張到三疊紀早期，並在二疊紀-三疊紀滅絕事件之後繼續存活。O. kitchingorum目前已經發現三個接近完整的標本，在1968年發現於水龍獸組合帶（Lystrosaurus Assemblage Zone），當時被認為屬於歐文蜥的模式種。目前根據這些接近完整的標本，O. kitchingorum與O. rubidgei的差異在於：頭顱骨後方的後頂骨小、牙齒不超過20顆、某些牙齒呈犬齒形牙齒。其中保存狀況最好的標本，是一個亞成年個體。
在2003年，其他研究人員主張O. kitchingorum有足夠的差異，可以建立為新屬。而另一個研究則認為這兩個種是複系群，應該成立個別的屬。
另外，在1982年命名的Colubrifer，化石發現於水龍獸組合帶，是種有短四肢的早期爬行動物，當時被歸類於蜥蜴。近年被發現頭顱骨與歐文蜥是幾乎相同的，而被重新歸類於歐文蜥屬。即使O. kitchingorum被建立為新屬，但是Colubrifer的化石仍顯示，歐文蜥仍存活到三疊紀早期，並在二疊紀-三疊紀滅絕事件之後繼續存活。

## 種系發生學
在歐文蜥被命名時，許多原始爬行動物被歸類於杯龍目（Cotylosauria），包含現存的前稜蜥形目。之後，杯龍目成為一個廢棄不用的分類單元，而被大鼻龍目取代；大鼻龍目則是個雙重並系群，包含許多沒有親緣關係的無孔類爬行動物，也是個廢棄不用的分類單元。前稜蜥形目現在屬於副爬行動物，是爬行動物演化過程的一個早期演化支。歐文蜥曾經被改歸類於夜守龍科，目前被重新歸類於歐文蜥科。
由於歐文蜥的化石較為完整，有助於古動物學家建立副爬行動物、前稜蜥形目的種系發生學。其近親Barasaurus已經發現成年與未成年個體的標本，也有助於填補歐文蜥的骨骼缺少部分。近年已經有多種不同版本的種系發生學研究。其中某些研究支持龜鱉目演化自前稜蜥類的假設，而其他科學家則主張龜鱉目演化自鋸齒龍類、或是鰭龍超目。

## 外部連結
- 歐文蜥 （页面存档备份，存于） Paleobiology Database